# Akropotamiá (ort i Grekland, Mellersta Makedonien)
Akropotamiá är en ort i Grekland.   Den ligger i prefekturen Nomós Kilkís och regionen Mellersta Makedonien, i den norra delen av landet, 300 km norr om huvudstaden Aten. Akropotamiá ligger 228 meter över havet och antalet invånare är 211.
Terrängen runt Akropotamiá är kuperad österut, men västerut är den platt. Runt Akropotamiá är det ganska glesbefolkat, med 30 invånare per kvadratkilometer. Närmaste större samhälle är Kilkis, 10,8 km nordväst om Akropotamiá. Trakten runt Akropotamiá består till största delen av jordbruksmark.